# Bozakites brunnianus
Bozakites brunnianus là một loài tò vò trong họ Ichneumonidae.